# Prefectura d'Akita
La Prefectura d'Akita Akita-ken (秋田県) és a la regió de Tohoku al nord del Japó. La capital és Akita.

## Ciutats

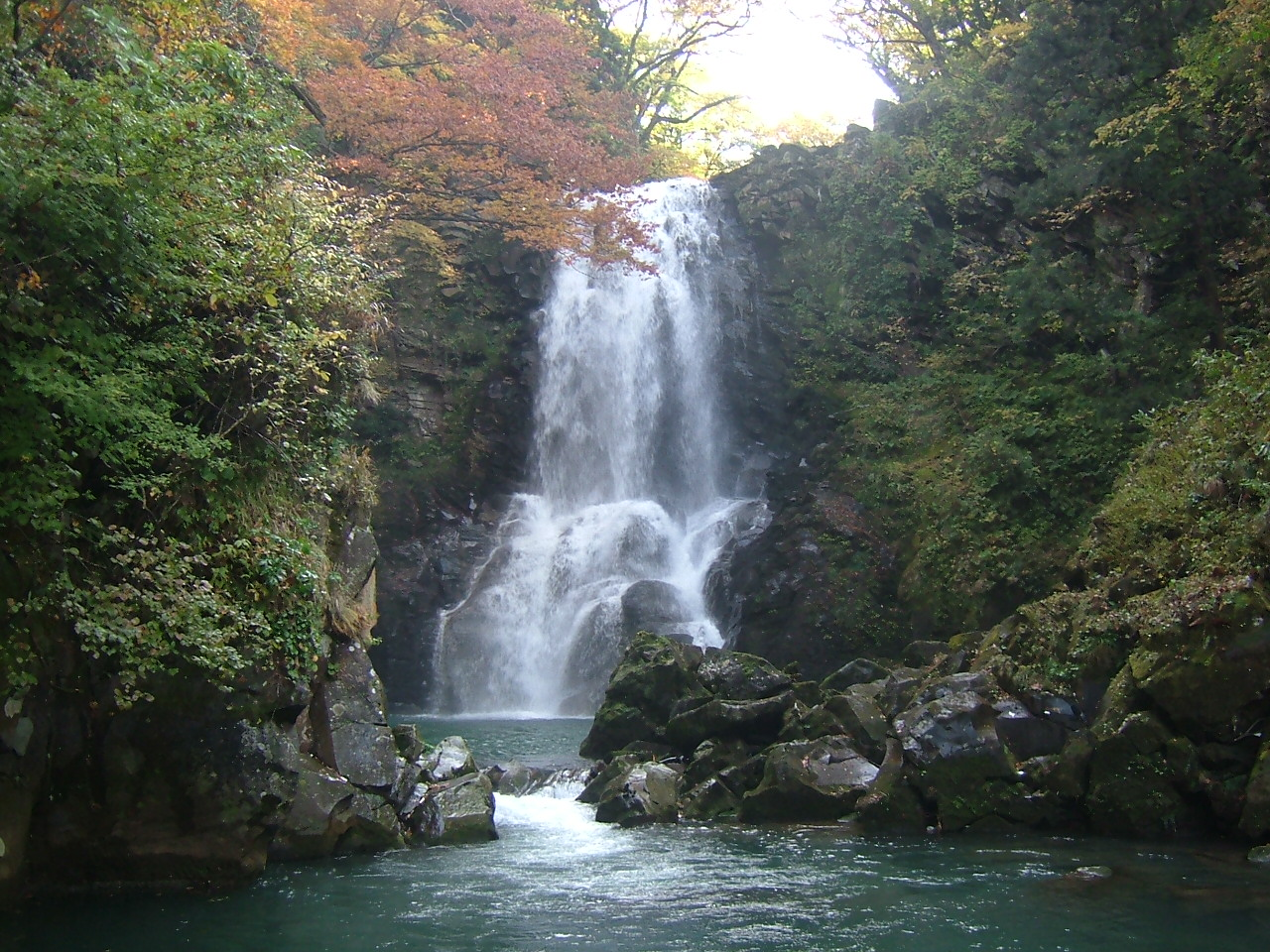
Nasonoshirataki kisakata

| - Akita (capital) - Honjo | - Kazuno - Noshiro | - Oga - Odate | - Daisen | - Yokote - Yuzawa |

## Districtes
| - Kaduno - Kosaka - Kawabe - Kawabegun - Kawabe - Yuuwa - Yamamoto - Yamamotogun - Kotooka - Futatsui - Hachimori - Yamamoto - Hachiryuu - Fujisato - Minehama | - Minamiakita - Minamiakitagun - Gojoume - Shouwa - Hachirougata - Iitagawa - Ten'nou - Ikawa - Wakami - Oogata - Kitaakita - Kitaakitagun - Takanosu - Hinai - Moriyoshi - Ani - Tashiro - Aikawa - Kamikoani | - Hiraka - Hirakagun - Masuda - Hiraka - Omonogawa - Oomori - Juumonji - San'nai - Taiyuu - Senboku - Senbokugun - Kamioka - Nishisenboku - Kakunodate - Rokugou - Nakasen - Tazawako - Kyouwa - Nangai - Senboku - Nishiki - Oota - Senhata - Sen'nan | - Yuri - Yurigun - Nikaho - Konoura - Kisakata - Yashima - Iwaki - Yuri - Nishime - Choukai - Higashiyuri - Oouchi - Ogachi - Ogachigun - Inakawa - Ogachi - Ugo - Higashinaruse - Minase |